# Microsoft Assistance Markup Language
Microsoft Assistance Markup Language (MAML, auch Microsoft AML) ist eine XML-basierte Auszeichnungssprache von Microsoft für das Hilfesystem in Windows Vista.
Wesentliche Teile haben Ähnlichkeit mit dem bereits verfügbaren DocBook-Format.
Bedeutsam ist der Wechsel zum Modell eines strukturierten Autorensystems bei AML. Dokumente und ihre einzelnen Elemente werden semantisch definiert und stellen den Fokus auf Inhalt statt auf die Formatierung. Die Präsentation der Inhalte wird während der Aufbereitung generiert und ermöglicht so einen neuen Grad an Flexibilität.
AML besteht aus mehreren eindeutigen Inhaltstypen: Konzepte, FAQ, Glossare, Prozeduren, Verweise, wiederverwendbare Inhalte, Aufgaben, Fehlerbehebung und Anleitungen.
Der in AML verfasste Inhalt kann über XSLT in vielen verschiedenen Formaten ausgegeben werden und schließt DHTML, XAML, RTF und Druck ein.